# Pererost, Horodnea
Pererost (în ucraineană Перерост) este un sat în comuna Molojava din raionul Horodnea, regiunea Cernihiv, Ucraina.

## Demografie
Componența lingvistică a localității Pererost
     Ucraineană (100%)
Conform recensământului din 2001, toată populația localității Pererost era vorbitoare de ucraineană (100%).